# قدیر (موشک)
موشک قدیر یک موشک کروز ایرانی است که کاربرد دریایی داشته و برد آن ۳۰۰ کیلومتر می‌باشد.

## معرفی
موشک قدیر از دسته موشک‌های کروز و میان بردی است که توسط ایران ساخته شده‌است. این موشک زیرمجموعه و «نسل جدیدی از موشک‌های کروز» می‌باشد که برد آن نهایتاً به ۳۰۰ کیلومتر می‌رسد. کاربرد این موشک علیه اهداف دریایی است و «امکان شلیک از ساحل و شناورها» را هم دارد.

## زمان رونمایی
موشک قدیر در روز دوم شهریور ۱۳۹۳ در تهران و با حضور حسین دهقان، وزیر دفاع جمهوری اسلامی
و حسن روحانی رئیس‌جمهوری ایران رونمایی شد.